# Ectropis spatiosaria
Ectropis spatiosaria är en fjärilsart som beskrevs av Walker 1860. Ectropis spatiosaria ingår i släktet Ectropis och familjen mätare. Inga underarter finns listade i Catalogue of Life.